# Анка-кулеметниця
Анка-кулеметниця — вигадана персонажка фільму братів Васильєвих «Чапаєв», знятого за мотивами роману Дмитра Фурманова «Чапаєв» і спогадами учасників подій, червоноармійка, командирка кулеметного розрахунку з найближчого оточення начдиву РККА Чапаєва. Роль Анки в кіно виконала Варвара Мясникова.

## «Народження» Анки
Сталін першу версію фільму забракував і наказав переробити так, щоб у фільмі було чотири головних персонажі:
- Червоний командир — виходець з трудового народу (Чапаєв)
- Червоний комісар — особа ВКП(б) (Фурманов)
- Солдат Червоної Армії — (Петька)
- Четверта персонажка повинна була відображати образ жінки в громадянську війну.

Братам Васильєвим довелося перекроювати фільм згідно з рекомендаціями вождя.

## Прототипи Анки-кулеметниці

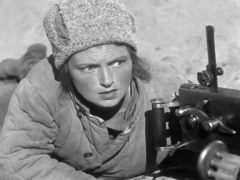
Анка-кулеметниця (фрагмент із фільму Чапаєва 1934 року).

Достеменно невідомо, хто насправді стала прототипом головної героїні фільму.

Євгенія Чапаєва, правнучка начдива Василя Івановича Чапаєва, стверджує, що на роль прототипу претендувала консультантка фільму і дружина Фурманова Анна (до шлюбу Стешенко). Проте Євгенія вважає, що прототипом послужила інша жінка: 

… Творцям фільму випадково попалася публікація про санітарку Марію Андріївну Попову, яка під час одного з боїв підповзла до пораненого кулеметника, а він, пригрозивши її пристрелити, змусив стріляти з «Максима». Марія Попова, за її словами, закривши очі, натиснула на гашетки кулемета, а сам солдат здоровою рукою керував стволом кулемета. Цей випадок і використовували постановники у своєму фільмі. А на те, щоб героїню звали Анною, наполіг Фурманов. Так і з'явилася Анка-кулеметниця. За право називатися прообразом героїні фільму Марія Попова і Анна Фурманова навіть збиралися судитися. Але Комітет партійного контролю пріоритет визнав все-таки за колишньою санітаркою.

Чапаєва Клавдія Василівна, дочка червоного комдива, описує цей випадок так:
Під час одного з боїв Марія, як завжди, принесла кулеметні стрічки розрахунку «Максима». Кулемет безнадійно мовчав — прямим попаданням ворожого снаряда другий номер був убитий, а кулеметник важко поранений. Прийшовши до тями, червоноармієць наказав Марії:  — Лягай поруч і натискай на цю кнопку, а я здоровою рукою кулемет водити буду.  — Ти що, з глузду з'їхав? Я боюся, — відмовилася Марія і спробувала піти. Вистріливши з «Нагана», кулеметник попередив дівчину:  — Наступна куля — тобі. Що робити — лягла, відвернулася, заплющила очі і давай поливати колчаківців свинцевою зливою. Так Марія Попова стала кулеметницею. А Анкою її назвали на честь головного консультанта картини, дружини Дмитра Фурманова — Ганни Микитівни.
Дещо інша думка у сина Ганни Стешенко-Фурманової від другого шлюбу Анни (після смерті Фурманова) з Лайошом (Людвігом) Гавро — національним героєм Угорщини або, як його ще називали, «угорським Чапаєвим»:

… Анки-кулеметниці в реальному житті не існувало. Цей образ придуманий Васильєвими — творцями знаменитого кінофільму «Чапаєв». При зустрічі з мамою вони наполягли: мовляв, потрібен образ героїні громадянської війни. І назвали її іменем моєї матінки …

Стешенко Ганна Микитівна, як і Попова Марія Андріївна, кулеметницею ніколи не була. У Першу світову війну, закінчивши курси медсестер, стала сестрою милосердя царської армії в поїзді. Начальником цього санітарного поїзда був прапорщик Дмитро Фурманов, з яким вона і вступила у свій перший шлюб. Під час громадянської війни Стешенко стала завідувачкою Культпросвітполітвідділу 25-ї дивізії, штаб якої знаходився в Казахстані і якою командував Василь Іванович — головний герой роману Фурманова і фільму братів Васильєвих.